# Třída Kasturi
Třída Kasturi je třída korvet Malajsijského královského námořnictva postavených německou loděnicí Howaldtswerke-Deutsche Werft. Obě postavené jednotky jsou stále v aktivní službě. V letech 2009–2014 u nich probíhá modernizační program SLEP.

## Pozadí vzniku

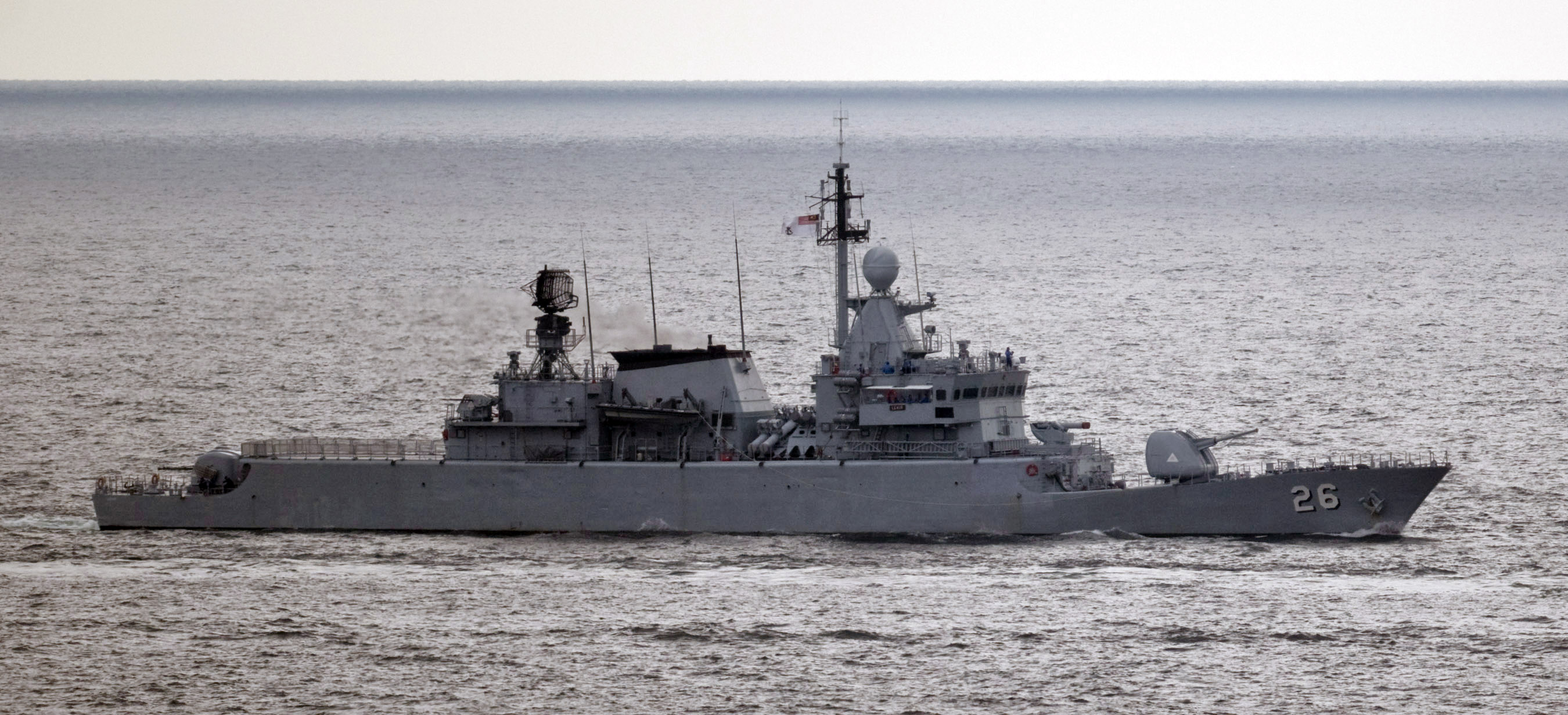
Lekir (F26)

Německá loděnice HDW v Kielu postavila dvě korvety této třídy, pojmenované Kasturi (F25) a Lekir (F26). Objednány byly v roce 1981 a do služby zařazeny v roce 1984. Jedná se o německý typ Blohm + Voss FS 1500, který si objednala rovněž Kolumbie jako třídu Almirante Padilla.
V roce 2009 bylo rozhodnuto o modernizaci korvet v loděnicích Boustead Naval Shipyard, prodlužující dobu jejich služby nejméně o 15 let. Vylepšena má být zejména elektronika a výzbroj lodí. Modernizace Kasturi má být dokončena v roce 2011, v případě jednotky Lekir o tři roky později.
Jednotky třídy Kasturi:
| Jméno         | Založení kýlu  | Spuštěna        | Vstup do služby | Status  |
| ------------- | -------------- | --------------- | --------------- | ------- |
| Kasturi (F25) | 31. ledna 1983 | 14. května 1983 | 15. srpna 1984  | aktivní |
| Lekir (F26)   | 31. ledna 1983 | 14. května 1983 | 15. srpna 1984  | aktivní |

## Konstrukce

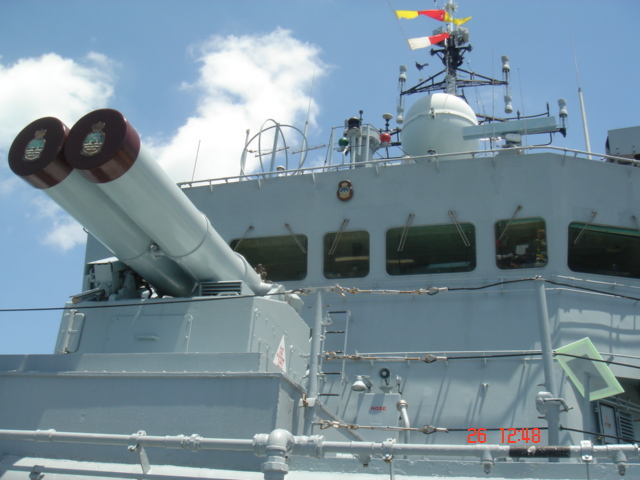
375mm protiponorkový raketomet Bofors

Hlavní výzbroj představuje jeden 100mm kanón Creusot-Loire Compact v dělové věži na přídi. Mezi věží a můstkem je umístěn dvouhlavňový 375mm protiponorkový raketomet Bofors. Uprostřed nástavby se nachází hlavní úderná zbraň korvet, kterou představují čtyři francouzské protilodní střely MM.40 Exocet Block 2. Za komínem jsou dále umístěny dvě dělové věže EMERLEC-30, každá s dvojicí 30mm automatických kanónů Oerlikon KCB. Zcela na zádi je jednohlavňová věž s 57mm kanónem Bofors L/70 Mk1.
Aktuální modernizace výzbroje zahrnuje především výměnu 100mm kanónu za dvouúčelový kanón ráže 57mm ze zádi, náhradu 375mm vrhačů za dva trojité 324mm torpédomety Eurotorp B515, využívající lehkých torpéd Eurotorp A244S a náhradu dělových věží EMERLEC-30 za dvě dálkově ovládané zbraňové stanice DS30B s 30mm kanónem Oerlikon KCB.
Korvety mají přistávací palubu pro jeden vrtulník Super Lynx Mk.100 či Fennec, nenesou však hangár. Pohonný systém je koncepce CODAD. Tvoří ho čtyři diesely MTU 20V 1163 TB92, každý o výkonu 5 410 hp, pohánějí dva lodní šrouby se stavitelnými lopatkami. Nejvyšší rychlost dosahuje 28 uzlů. Dosah je 5 000 námořních mil při 14 rychlosti uzlů.